# Відчайдушна домогосподарка (фільм)
«Відчайдушна домогосподарка» (фр. Potiche) — французька кінокомедія 2010 року, знята режисером Франсуа Озоном, з Катрін Денев і Жераром Депардьє у головних ролях.

## Сюжет
Франція, 1977 рік. Роберт Пюжоль очолює фабрику з виробництва парасольок. Він зраджує своїй дружині Сюзані та ніяк не може впоратися із страйком працівників. Розбирання зі страйкарями доводять мосьє Пюжоля до лікарні, а в директорське крісло тимчасово сідає мадам Пюжоль. Виявляється, що наївна домогосподарка не лише здатна вдало управляти заводом, але і не настільки проста, як здається на перший погляд. До мадам Пюжоль залицяється мер міста, комуніст Моріс Бобен, що любить її вже дуже давно.

## У ролях
- Катрін Денев: Сюзанна Пюжоль
- Жерар Депардьє: Моріс Бабен
- Фабріс Лучіні: Робер Пюжоль
- Карін Віар: Надеж
- Жюдіт Годреш: Жоель
- Жеремі Реньє: Лоран Пюжоль
- Серхі Лопес: іспанський водій вантажівки
- Евелін Дендрі: Женев'єв Мішонно
- Бруно Лоше: Андре
- Елоді Фреже: молода Сюзанна Пюжоль
- Готьє Про: молодий Моріс Бабен
- Жан-Батіст Шелмердін: молодий Робер Пюжоль
- Жан-Луї Леклерк: лікар
- Венсан Коллін: журналіст каналу «Європа 1»
- Яннік Шмітц: Жан-Франсуа
- Ноам Шарльє: Флавіана
- Мартін де Міттенер: Станіслас
- Ерве Дюбуа: мсьє Баллестра
- Джон Фландерс: перший англійський акціонер
- П'єр Барілле: другий англійський акціонер
- Анн Карпріо: Жільберта Пакоме, бабця з ринку
- Іван Коен: Гуннар, вчитель тенісу

## Знімальна група
- Режисер: Франсуа Озон
- Сценаристи: Франсуа Озон, П'єр Барілле, Жан-П'єр Греді
- Оператор: Йорік Ле Со
- Композитор: Філіп Ромбі
- Художник: Катя Вишкоп
- Продюсери: Ерік Альтмаєр, Ніколя Альтмаєр, Женев'єва Лемаль